# Aceite sintético

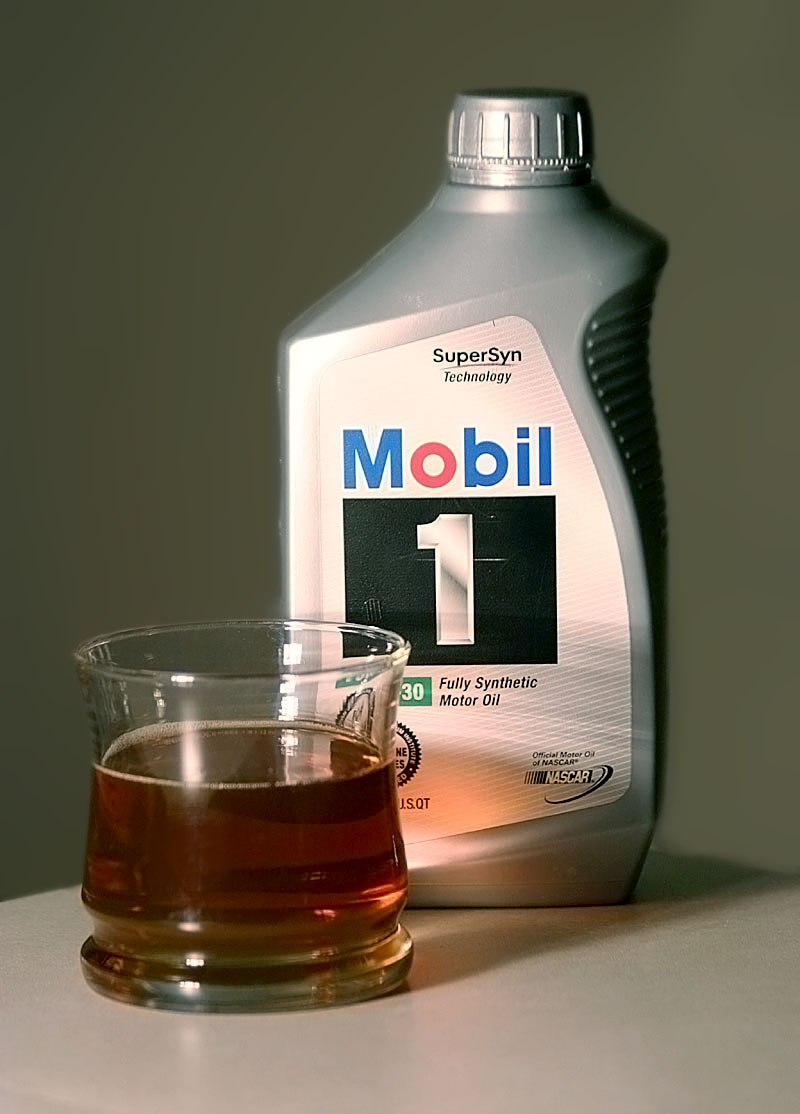
Una muestra de aceite de motor sintético.

Se denominan aceites sintéticos a aquellos que han sido obtenidos exclusivamente por síntesis en laboratorio en lugar de utilizar productos extraídos del petróleo u otras sustancias naturales. Son aceites de coste elevado normalmente destinados a la lubricación de motores y máquinas de altas prestaciones o bien a motores no tan modernos que se busca que tengan una mayor durabilidad. 
La obtención habitual del aceite lubricante no sintético se hace mediante diferentes tratamientos del petróleo (hidrocrak, PAO) lo que determina, en función de la base elegida, la calidad y características básicas del mismo. En contraposición a esta forma de obtención de lubricantes, la síntesis de «éster» en laboratorio permiten elegir de antemano las características que se desean obtener en el lubricante.